# 25 jaar na Mississippi
25 jaar na Mississippi is een verzamelalbum van Pussycat uit 2001. De dubbel-cd werd 25 jaar na het nummer Mississippi uitgebracht dat de eerste nummer 1-hit van de band was. De nummers van Pussycat staan in chronologische volgorde op de twee cd's. Het album verscheen in Nederland en België.

## Hitnoteringen
Het album stond zeven weken genoteerd in de Nederlandse Album Top 100. De noteringen waren als volgt.
| 25 jaar na Mississippi in de Album Top 100 van 24-03-2001 t/m 05-05-2001 | 25 jaar na Mississippi in de Album Top 100 van 24-03-2001 t/m 05-05-2001 | 25 jaar na Mississippi in de Album Top 100 van 24-03-2001 t/m 05-05-2001 | 25 jaar na Mississippi in de Album Top 100 van 24-03-2001 t/m 05-05-2001 | 25 jaar na Mississippi in de Album Top 100 van 24-03-2001 t/m 05-05-2001 | 25 jaar na Mississippi in de Album Top 100 van 24-03-2001 t/m 05-05-2001 | 25 jaar na Mississippi in de Album Top 100 van 24-03-2001 t/m 05-05-2001 | 25 jaar na Mississippi in de Album Top 100 van 24-03-2001 t/m 05-05-2001 | 25 jaar na Mississippi in de Album Top 100 van 24-03-2001 t/m 05-05-2001 |
| Week                                                                     | 1                                                                        | 2                                                                        | 3                                                                        | 4                                                                        | 5                                                                        | 6                                                                        | 7                                                                        |                                                                          |
| ------------------------------------------------------------------------ | ------------------------------------------------------------------------ | ------------------------------------------------------------------------ | ------------------------------------------------------------------------ | ------------------------------------------------------------------------ | ------------------------------------------------------------------------ | ------------------------------------------------------------------------ | ------------------------------------------------------------------------ | ------------------------------------------------------------------------ |
| Positie                                                                  | 83                                                                       | 37                                                                       | 26                                                                       | 31                                                                       | 52                                                                       | 66                                                                       | 95                                                                       | uit                                                                      |

## Nummers
| Cd   | #  | nummer                                     | schrijver(s)                   | duur |
| ---- | -- | ------------------------------------------ | ------------------------------ | ---- |
| Cd 1 | 01 | Mississippi                                | Werner Theunissen              | 4:32 |
| Cd 1 | 02 | Georgie                                    | Werner Theunissen              | 2:27 |
| Cd 1 | 03 | Boulevard de la Madeleine                  | Denny Laine en Mike Pinder     | 2:55 |
| Cd 1 | 04 | Mexicali lane                              | Werner Theunissen              | 3:09 |
| Cd 1 | 05 | Help me living on                          | Werner Theunissen              | 3:48 |
| Cd 1 | 06 | Smile                                      | Werner Theunissen              | 3:50 |
| Cd 1 | 07 | My broken souvenirs                        | Werner Theunissen              | 3:52 |
| Cd 1 | 08 | The easy way                               | Werner Theunissen              | 3:19 |
| Cd 1 | 09 | I'll be your woman                         | Werner Theunissen              | 4:45 |
| Cd 1 | 10 | You don't know (what it's like to be near) | Werner Theunissen              | 2:11 |
| Cd 1 | 11 | If you ever come to Amsterdam              | Werner Theunissen              | 4:48 |
| Cd 1 | 12 | It's the same old song                     | Holland-Dozier-Holland         | 3:31 |
| Cd 1 | 13 | Wet day in September                       | Werner Theunissen              | 3:38 |
| Cd 1 | 14 | (Goodbye) To lovin'                        | Werner Theunissen              | 3:13 |
| Cd 1 | 15 | Hey Joe                                    | Werner Theunissen              | 3:46 |
| Cd 1 | 16 | Another day (The Sun comes up tomorrow)    | Werner Theunissen              | 4:14 |
| Cd 1 | 17 | Love in September                          | Eddy Hilberts                  | 2:52 |
| Cd 1 | 18 | I must get you                             | Werner Theunissen              | 4:28 |
| Cd 1 | 19 | Daddy                                      | Werner Theunissen              | 3:48 |
| Cd 1 | 20 | Stranger in town                           | Norbert Schmidt                | 2:52 |
| Cd 1 | 21 | Let freedom range                          | Werner Theunissen              | 3:08 |
| Cd 2 | 01 | Doin' la bamba                             | Werner Theunissen              | 4:06 |
| Cd 2 | 02 | On the corner of my life                   | Werner Theunissen              | 4:05 |
| Cd 2 | 03 | Alleghenny                                 | Werner Theunissen              | 4:25 |
| Cd 2 | 04 | Then the music stopped                     | Werner Theunissen              | 4:43 |
| Cd 2 | 05 | Rio                                        | Werner Theunissen              | 4:19 |
| Cd 2 | 06 | Une chambre pour la nuit                   | Werner Theunissen              | 3:20 |
| Cd 2 | 07 | Blue lights in my eyes                     | Werner Theunissen              | 4:13 |
| Cd 2 | 08 | Rain                                       | Werner Theunissen              | 4:43 |
| Cd 2 | 09 | Teenage queenie                            | Werner Theunissen              | 3:32 |
| Cd 2 | 10 | Cha cha me baby                            | Werner Theunissen              | 5:02 |
| Cd 2 | 11 | Take a look at me                          | Günter Lammers en Dave Coleman | 3:48 |
| Cd 2 | 12 | If you go                                  | Werner Theunissen              | 4:03 |
| Cd 2 | 13 | Lovers of a kind                           | Andy Arthurs en Howard Goodall | 2:54 |
| Cd 2 | 14 | Chicano                                    | Werner Theunissen              | 4:22 |
| Cd 2 | 15 | Chez Louis                                 | Werner Theunissen              | 3:10 |
| Cd 2 | 16 | Roll on sweet Mississippi                  | Bill Anthony en Bob Morrison   | 4:22 |
| Cd 2 | 17 | Light of a gypsy                           | Werner Theunissen              | 3:40 |
| Cd 2 | 18 | You                                        | Henk Dragstra en Lou Willé     | 3:00 |
| Cd 2 | 19 | Mississippi (Duitse versie)                | Werner Theunissen              | 4:33 |